# Divers centre
Divers centre (DVC) è un'espressione utilizzata dal ministero dell'interno francese per indicare la «tendenza politica» («nuance politique») dichiarata o presunta di un candidato e che designa genericamente i candidati apparentati all’ideologia centrista. La dizione ricorre in due diverse ipotesi:
- laddove il candidato ne abbia fatto esplicita menzione in sede di presentazione della candidatura: ciò accade, ad esempio, quando un candidato non intenda presentarsi in rappresentanza di uno specifico partito politico, o non abbia ottenuto il sostegno del proprio partito in occasione di una data tornata elettorale. In tal caso, l'espressione designa al contempo l'«etichetta politica» («étiquette politique») del candidato;

- nelle ipotesi in cui un candidato si sia presentato come «senza etichetta» («sans étiquette»), oppure abbia dichiarato la propria appartenenza ad una formazione che, per la sua minore rilevanza elettorale, debba essere classificata nell'ambito dello spettro politico: in tali casi, la tendenza politica del candidato è ascritta d'ufficio (segnatamente, dal prefetto), mediante una scelta discrezionale.

Fu creata, a differenza delle altre (“Divers gauche” e “Divers droite”), già presenti nel panorama politico, nel 2020, sebbene fosse già utilizzata a partire dal 2017, anno di vittoria elettorale del partito centrista La République En Marche e dei suoi affiliati.